# بغاتپه (قارص)
بغاتپه (به ترکی استانبولی: Boğatepe) یک منطقهٔ مسکونی در ترکیه است که در قارص واقع شده‌است. بغاتپه ۲۱۸ نفر جمعیت دارد و ۲٬۶۶۷ متر بالاتر از سطح دریا واقع شده‌است.